# ハンブン東京
ハンブン東京（ハンブンとうきょう）は、日本の舞台劇作品。作・演出を内村光良（ウッチャンナンチャン）が手がけた。2007年11月16日 - 18日にサンシャイン劇場にて上演された。

## 概要
人口の半分が地方出身者で溢れかえる東京を舞台に、東京で暮らすとある人々の日常を描いた喜劇作品。自身も熊本出身で東京在住の内村光良が作・演出・出演の3役を務めた。脚本補に内村の従兄である内村宏幸。2人で舞台劇を手がけるのは劇団SHA.LA.LA.公演以来16年ぶりとなった。
『ハンブン東京』というタイトルは、東京都の人口のおよそ「ハンブン」以上が地方出身者であること、また内村光良が人生の「ハンブン」を東京で過ごしているという意味を指し、キャスト陣もまたお笑い芸人と俳優が「ハンブン」ずつという構成になっている。
2008年6月18日にDVDが発売された。
舞台本番はもちろん、特典映像満載で出演者達の初顔合わせ時の挨拶や練習風景、カーテンコール時の出演者の涙などが収められている。

## 出演
- テッペイ - 吉沢悠
- ヒロミチ - 大竹一樹（さまぁ〜ず）
- ユキ - 眞野裕子
- カナ - 益子梨恵
- サオリ - 近内仁子
- ジュン - 日村勇紀（バナナマン）
- アスカ - 設楽統（バナナマン）
- ミサキ - 和希沙也
- アキオ - 内村光良（ウッチャンナンチャン）
- マモル - 三村マサカズ（さまぁ〜ず）